# Gabriela Gunčíková
Gabriela Gunčíková (Kroměříž, República Checa, 27 de junio de 1993) es una cantante checa que representó a República Checa en el Festival de la Canción de Eurovisión 2016 con la canción «I Stand», y que consiguió también convertirse en la primera representante checa en pasar a la final.
Fue finalista en la segunda temporada de "SuperStar" y ganó el premio "New Artist" en 2011, en los premios Česky Slavik.
Ha lanzado dos álbumes y ha cantado en cientos de conciertos por toda la República Checa y también en Eslovaquia. En 2013, decidió mejorar su manera de cantar, así que decidió contactar con uno de los mejores coaches del mundo, Ken Tamplin, y fue a estudiar canto a California, Estados Unidos. Gabriela ha llegado a ser una de las mejores estudiantes de la academia de Ken Tamplin, con una de las mejores voces a nivel mundial.
El resultado de su cooperación, fue encontrada por Paul O'Neill de la banda estadounidense Trans-Siberian Orchestra y así fue como Gabriela se convirtió en una miembro de la banda. Ha actuado con ellos en dos giras y en aproximadamente 120 shows en los Estados Unidos.
Hoy en día, ha decidido continuar con su carrera como solista. 
A partir del vídeo musical Satanized, del álbum Skeletá de la banda Ghost (banda) lanzado en marzo de 2025, se dio a conocer que Gabriela ingresó a la formación de la banda.

## Discografía
- Dvojí tvář (2011)
- Celkem jiná (2013)